# Heterogeniates
Heterogeniates is een geslacht van kevers uit de familie van de bladsprietkevers (Scarabaeidae).

## Soorten
- Heterogeniates bonariensis Ohaus, 1909